# علي براون
علي براون (11 فبراير 1970 في المملكة المتحدة - ) (بالإنجليزية: Ali Brown)‏ هو لاعب كريكت بريطاني. شارك مع منتخب إنجلترا للكريكت. أما مع النوادي، فقد لعب مع نادي مقاطعة سري للكريكت ‏ ونادي مقاطعة نوتنغهامشير للكريكت ‏.

## وصلات خارجية
- علي براون على موقع إي آس بي آن كريك إنفو (الإنجليزية)